# Kék-tó (Horvátország)
A Kék-tó (horvátul: Modro jezero) egy vízzel telt karsztgödör Horvátországban, Imotski határában. Horvátország egyik legszebb karszttava.

## Leírása
A tó az alatt a szurdok alatt található, amely felett a Topana erőd magasodik, a közvetlen közelében pedig ott van a „Gospin dolac” stadion, ahol NK Imotski játssza a mérkőzéseit.
Vízszintje egész évben jelentősen ingadozik, így néha teljesen kiszárad. Ilyenkor nem ritka, hogy a tó alján is fociznak. A nyári hónapokban általában elegendő víz van az úszáshoz, és nem ritka, hogy különféle vízi sportokat űznek rajta.
Megfelelő mediterrán fajok telepítésével és gondozásával különös gondot fordítanak a vízminőségre, a strandok és a környezet rendezettségére. Van egy legenda a tó keletkezéséről, az úgynevezett Gavanovi dvori.

## A Kék- és a Vörös-tó legendája
A legenda szerint, amelyet Silvestar Kutleša atya írt le, Imotskin lakott egy kapzsi, gazdag ember, Gavan és felesége Gavanovica, akiknek volt egy csecsemő fiuk. Két kastélyuk volt, a nyugati és a keleti.
Egy nap, amikor Gavan pénzt számlált a nyugati kastélyban, a koldusnak öltözött Jézus lejött a Földre, hogy próbára tegye Gavant és Gavanovicát. Isten nevében kért kenyeret és káposztát. Gavan Isten nevének hallatán vonakodva bár, de beleegyezett abba, hogy a koldusnak enni adjon. Azt mondta szolgájának, hogy tegye a kenyeret a cipőjére, mert megalázónak találta, hogy a kezével adjon kenyeret egy koldusnak és vágjon le néhány káposztalevelet, amelyre a kutyák vizeltek. A szolga azonban nem így tett, mert vallásos volt, és félte az Istent. Erre az álruhás Jézus azt mondta a szolgának: „Ma este valami történik, de te ne félj! Villámok csapnak majd le, a föld megremeg és tavak jelennek majd meg, de senki sem árthat neked." 
Jézus ezután próbára tette Gavan 77 pásztorát és jobbágyát is, de közülük csak kettőnek volt kegyes szíve. Kérte egyiküket, hogy Isten nevében sült bárányt adjon. A jobbágy azt mondta, hogy csak három báránya van, és nincs mivel táplálnia gyermekeit, de beleegyezett abba, hogy sült bárányt adjon a koldusnak. Amikor azt mondta, hogy elmegy és megfogja a bárányt, Jézus megállította: „Ne menj! Ha a szíved olyan, mint a nyelved, akkor a bárány magától idejön!” Így történt, a bárány magától jött ki az akolból, és a jobbágy felesége levágta. Evés előtt Jézus azt mondta nekik, hogy ne dobjanak el egyetlen csontot sem, evés után pedig meghagyta, hogy az összes csontot rakják egy kupacra. Ezután a bárány újraéledt, és visszatért az akolba.
A másiktól egy maroknyi gyapjút kért Isten nevében. A jobbágy azt felelte neki, hogy a feleségének nincs mit viselnie, de mégis beleegyezett, hogy a koldusnak nemcsak egy marék gyapjút, hanem egy egész gyapjúköteget adjon. Jézus elvette a gyapjút, átlépett rajta és eltűnt, maga mögött hagyva egy egész gyapjúköteget.
Aznap éjjel Gavan a nyugati kastélyban éjszakázott, mert annyi pénze volt ott, hogy nem tudta egy nap alatt megszámolni. A váron kívül sötét felhők borították be az eget, és a földre ereszkedtek. Zúgott a szél és zuhogott az eső Zavelim és Biokovo felett. Mennydörgések remegték a nyugati kastély falát. Isten megadta Gavannak az utolsó lehetőséget a bűnbánatra. de Gavan nem emelte le a szemét a pénzről, mert csak a pénzben hitt, nem Istenben. Három földrengés következett, és a föld megnyílt elnyelve a nyugati várat. A vár helyén megjelent egy Vörös-tó, mely kerek volt, mert a várfalak is kerekek voltak.
A keleti kastélyban Gavanovicát megijesztette a szél, a mennydörgés, a villámlás és a rengés. Ordította szolgái nevét, de senki sem válaszolt. Mialatt sikoltozott és sírt, Isten azt mondta a jó szolgának: „Vedd el azt a táskát, amely a gerendáról lóg, annak belsejében megtalálod az összes béred! Menekülj el, mert mindez szakadékba kerül! Ez átkozott ház és átkozott hely! „
A szolga elvitte Gavan és Gavanovica csecsemő fiát is, mert szerette, és futott, hogy mentse magát. Ekkor a keleti várat is elnyelte a föld, és a helyén egy Kék-tó keletkezett. Amíg futott, a föld beomlott a talpa alatt. Ezért a Kék-tó ovális, nem kerek, mint a Vörös-tó. Amikor a szolga megérkezett Proložacba, a felhőkből hallott egy hangot, amely azt mondta neki, dobja el a gyereket. A szolga engedelmeskedett Isten szavainak és eldobta. A Föld ismét kinyílt és lenyelte a gyermeket. Arról a helyről, ahová a gyereket vetették víz tört fel, melyet ma Utopišće-forrásnak hívnak. A szolga erre abbahagyta a futást, mert az elkövetett cselekedete miatt megszakadt a szíve, de erőt merített, amikor Isten így biztatta: „Fuss tovább, ne gyászold a gyereket! A gonosz vérnek nem lesz utóda !!!”
Ezután az összes jobbágy és pásztor házát, az irgalmas jobbágyok házainak kivételével elnyelte a föld, de nem teljesen, mert Isten kevésbé találta bűnösnek őket. Minden olyan hely, ahol Gavannak szénakazaljai, istállói és aklai voltak, elsüllyedtek. Ennek eredményeként Proložacban és Donji Vinjaniban két tó, Prološko Blatoban pedig három tó keletkezett. Csak a csirkék maradtak életben, de tyúkólak időközben sziklává váltak, és moha, szeder és borostyán borította be őket.

## Fordítás
Ez a szócikk részben vagy egészben  a   Modro jezero című horvát Wikipédia-szócikk ezen változatának fordításán alapul.  Az eredeti cikk szerkesztőit annak laptörténete sorolja fel. Ez a jelzés csupán a megfogalmazás eredetét és a szerzői jogokat jelzi, nem szolgál a cikkben szereplő információk forrásmegjelöléseként. 

Ez a szócikk részben vagy egészben  a   Blue Lake (Croatia) című angol Wikipédia-szócikk ezen változatának fordításán alapul.  Az eredeti cikk szerkesztőit annak laptörténete sorolja fel. Ez a jelzés csupán a megfogalmazás eredetét és a szerzői jogokat jelzi, nem szolgál a cikkben szereplő információk forrásmegjelöléseként.